# 聖バルバラ教会 (ワルシャワ)
聖バルバラ教会 (ポーランド語: Kościół Świętej Barbary) は、ポーランド・ワルシャワのシルドミエシチェ地区に位置するカトリック教会。

## 歴史
教会の起源は1781年にまで遡り、これは元々シフェントクシスキ墓地に建てられた小さな礼拝堂であった。1866年、礼拝堂は教区教会へと変更された。19世紀後半、この教会の周辺は急速に発展したが、ワルシャワの中央部にあるにもかかわらず、この小さな教会の収容人数は200人程しかなかった。新しい教会が強く必要とされた為、1880年に新しく教会が建設された。この教会は1883年7月にヴィンツェンティ・ポピエル大司教により聖別された。これにより、収容人数は3000人へと拡張された。
第二次世界大戦がはじまると、この教会に置かれていた弾薬が爆発したために被害を受けた。1944年にはワルシャワ蜂起による激しい戦闘の目撃者となった。蜂起が鎮圧されると、ナチ当局は聖職者と信徒を追放し、建物を爆破した。損壊は激しく、基礎と地下室だけが残された。1946年から教会は徐々に再建されはじめた。1957年に再建の最終工程が完了し、ステファン・ヴィシンスキー枢機卿によって聖別された。教会の外観は戦前のものに似せて作られたが、内装は異なる。